# Камені Раї

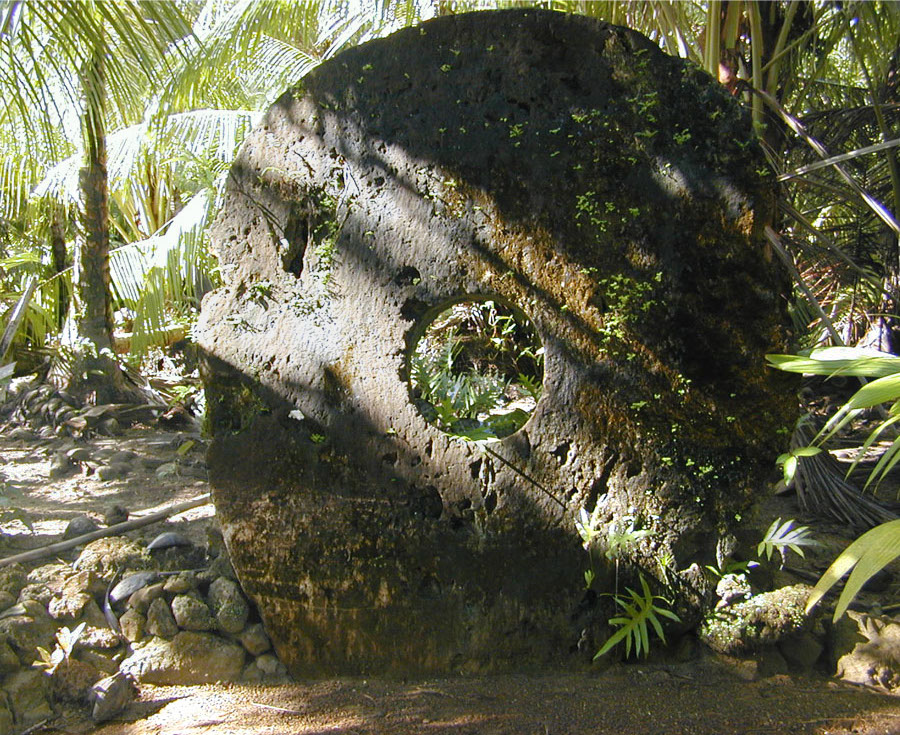
Великий камінь раї в селі Гачпар.

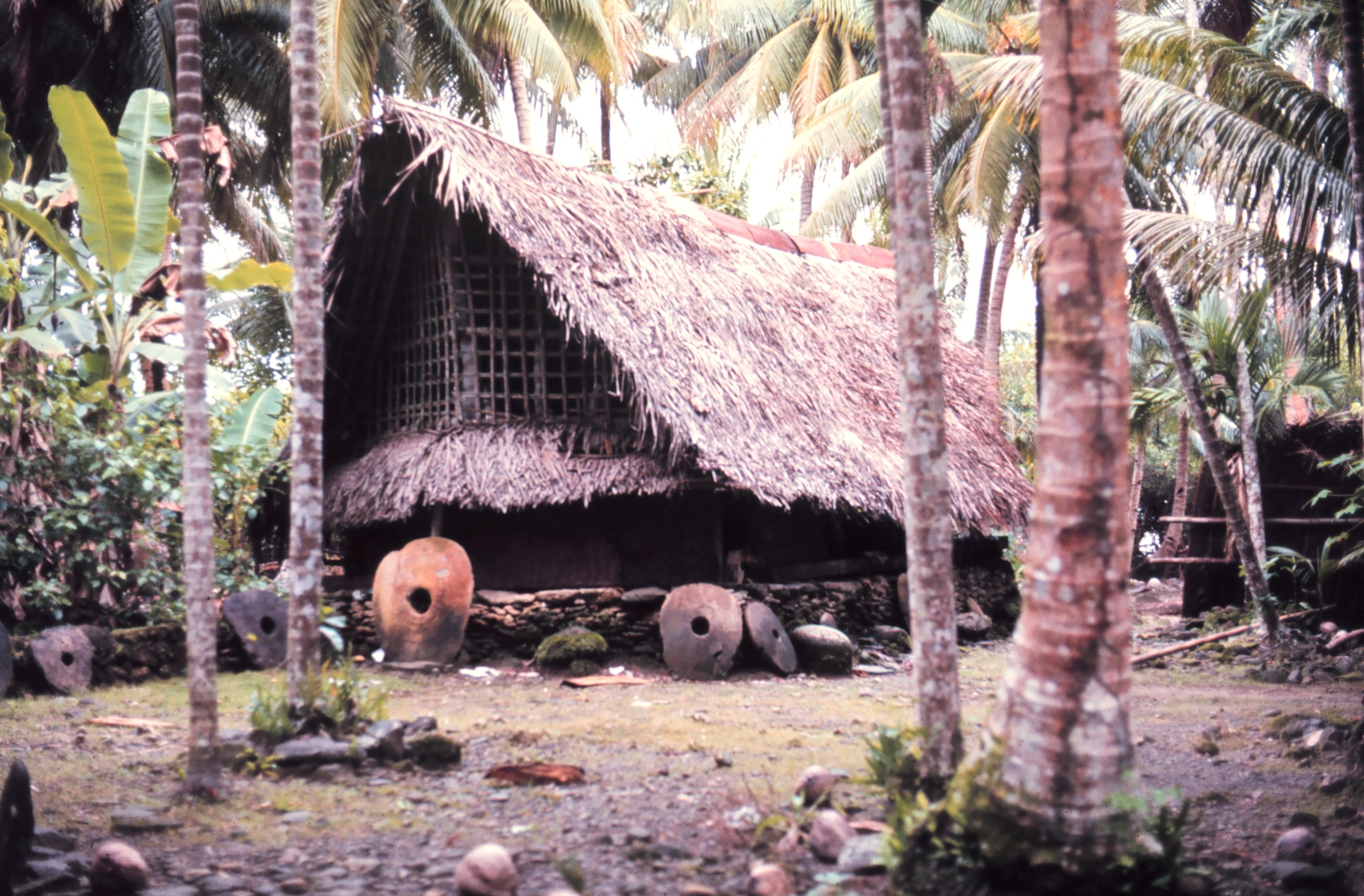
Будинок з камінням раї перед ним.

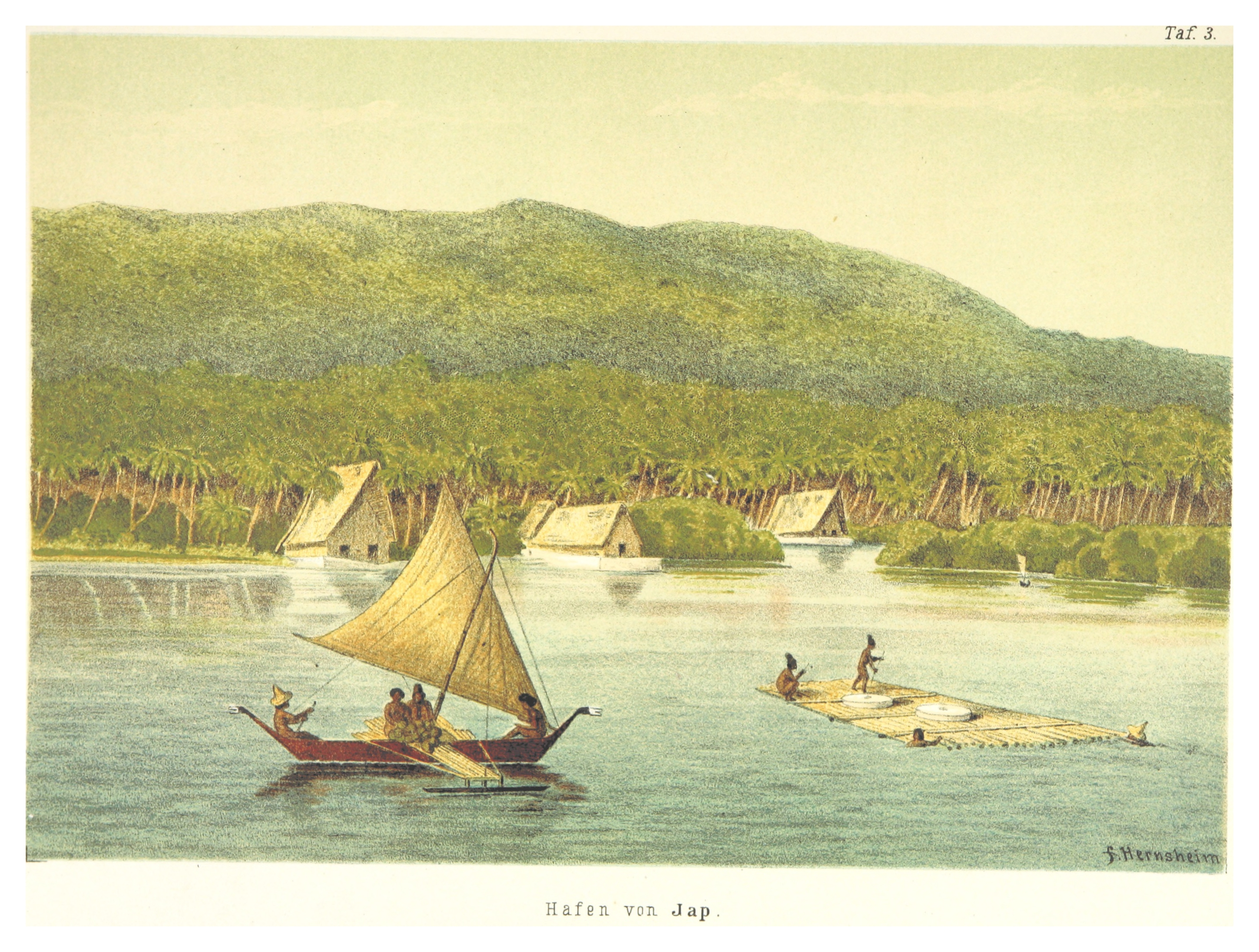

Камені рáї (англ. Rai stones) — великі кам'яні диски, зроблені з вапняку з отвором посередині. Їх можна виявити на островах Яп, Мікронезія. Вони використовувалися як предмет обміну і торгівлі та, певною мірою, служили як грошові кошти.

## Розмір і вартість
Розмір каменів сильно відрізняється: найбільші мають діаметр 3 метри, товщину 0,5 метра і важать 4 тонни.
Вартість каменю залежить від багатьох параметрів, таких як розмір, колір, якість виконання, а також історії цих каменів.
Камені раї використовувалися у торговельних угодах, викупах під час або після війни, при одруженні, спадкуванні і т.д.
При зміні господаря каменю раї сам камінь рідко переміщається.

## Історія
Япці добували камені раї на островах Палау, звідки доставляли їх на каное або плотах. Місцеві легенди розповідають, що камені були вперше знайдені 500-600 років тому і були дуже цінні для япців, оскільки на островах Яп вапняку немає.
Жителі Палау в обмін просили намиста, кокосові горіхи, копру.
Пізніше, в кінці XIX століття, європейці вимінювали за камені раї трепанги і копру, цінні для Далекого Сходу. Також вони забезпечили япців залізними інструментами, викликавши тим самим інфляцію.
Під час Другої світової війни острови були захоплені Японською Імперією. Японці іноді використовували каменні раї як будівельний матеріал або ж як якорі. 

Незважаючи на те, що нині сучасні гроші витіснили камені раї як грошову одиницю, ті цінуються як традиційні символи багатства і все ще використовуються.

## Символіка
Камені раї є національним символом Федеральних Штатів Мікронезії, а також зображені на місцевих автомобільних номерах.

## Цікаві факти
- Камінь раї двометрового діаметра встановлений в холі-оранжереї головної будівлі Банку Канади в Оттаві, Онтаріо, Канада перед входом в Музей валюти.